# Virga (informatique)
Pour les articles homonymes, voir Virga (homonymie).
Virga est le pseudonyme de Ghéorghiï Vladimirovitch Grigorieff, auteur ou coauteur de plusieurs ouvrages de vulgarisation informatique, et par ailleurs directeur des collections informatiques de l'éditeur Marabout. Il est également directeur de collections chez Eyrolles et auteur de nombreux ouvrages sous divers autres pseudonymes (Virgatchik, Vania, G. Cyrus, Igor Virgatchik, Quentin Ludwig, etc.). Il est actuellement[Quand ?] la cheville ouvrière de l'association Kibare.eu, qui œuvre pour l'enseignement et l'éducation en Afrique.